# 林周二
林 周二（はやし しゅうじ、1926年3月25日 - 2021年6月7日）は、日本の商学者、経営学者、統計学者。東京大学名誉教授、静岡県立大学名誉教授。
東京大学教養学部教授、静岡県立大学経営情報学部教授、同学部長（初代）、明治学院大学経済学部教授、流通科学大学特別教授などを歴任した。

## 来歴
東京に生まれる。福岡県中学修猷館、旧制福岡高等学校を経て、1948年、東京大学経済学部商業学科（現・経営学科）を卒業後、東京大学大学院経済学研究科特別研究生を修了する。
東京大学教養学部において、1953年、講師、1955年、助教授、1966年、教授を歴任する。1986年に東京大学を定年退官後、1987年、静岡県立大学に移り、新設された経営情報学部の初代学部長に就任する。その後、明治学院大学経済学部教授を経て、招かれて流通科学大学特別教授に就任する。
一方で、中央省庁の審議会の委員や、日本国有鉄道の顧問に就任するなど、各種公職も歴任している。
2021年6月7日 - 老衰のため死去。95歳没。死没日をもって正四位に叙され、瑞宝中綬章を追贈される。

## 研究
専門は経営学であり、特に流通論や統計学に関する研究を行った。旺盛な著作活動で知られ、流通論や統計学に関する学術書を多数上梓している。さらに高等学校の教科書の執筆も行った。
日本経済における流通の重要性を早くから学問的に指摘した1人であり、1950年代から、推計統計学を駆使した科学的なマーケティングリサーチの手法の有用性と必要性を提唱している。1970年代後半からは、経営組織論、経営管理論、情報管理論へと関心を拡大し、日本の経営が直面する理念的問題について論じた。
特に、中央公論社から中公新書として出版した『流通革命――製品・経路および消費者』は、1960年代のベストセラーの一つとなった予言書である。大丸最高経営責任者、J.フロント リテイリング社長を歴任した奥田務は、学生時代にこの本に感銘を受け、大丸への就職を決意したとされる。経営学者の小川孔輔は、大学生の頃にこの本を読んで感銘を受け、大学院進学を決意したとされる。

## 委員
- 1964年 - 港湾審議会委員。
- 1970年 - 運輸政策審議会委員。日本国有鉄道顧問。
- 1976年 - 商品取引所審議会委員。
- 1986年 - 統計審議会委員。
- 1987年 - 静岡県立大学経営情報学部学部長。
- 1990年 - 産業構造審議会委員。

## 著作
- 『マーケティング・リサーチ』ダイヤモンド社、1958年。
- 『マーケティングの計画』日本生産性本部、1959年1月。
- 『マーケティングの計画』増訂版、日本生産性本部、1959年8月。
- 『イメージと近代経営』ダイヤモンド社、1960年。
- 『ビジネス数学教室』日本生産性本部、1960年。
- 『マーケティング・リサーチ』4版、ダイヤモンド社、1960年。
- 『日本の企業とマーケティング』日本生産性本部、1961年。
- 『企業のイメージ戦略』ダイヤモンド社、1961年。
- 『経営戦略と流通問題』日本生産性本部、1962年。
- 『流通革命――製品・経路および消費者』中央公論社：中公新書、1962年。
- 『統計学講義』丸善、1963年。
- 『流通革命新論』中公新書、1964年。ISBN 4121000420
- 『数学再入門』1巻、中公新書、1967年。ISBN 4121001397
- 『数学再入門』2巻、中公新書、1968年。ISBN 4121001575
- 『流通経済の課題』日本生産性本部、1968年。
- 『企業と市場創造』筑摩書房、1969年。
- 『システム時代の流通――ハードからソフトへ』中公新書、1971年。
- 『統計学講義』第2版、丸善、1973年。ISBN 4621027034
- 『現代製品論』日科技連出版社、1973年。
- 『流通研究入門――その概念と統計』日本経済新聞社、1975年。
- 『国内航空旅客の共同マーケティング』航空政策研究会、1975年。講演
- 『流通研究入門――その概念と統計』続編、日本経済新聞社、1977年。
- 『流通革命――製品・経路および消費者』増訂版、中公新書、1977年。ISBN 4121000048。1996年時点で56版
- 『流通』日本経済新聞社、1982年。ISBN 4532015227
- 『経営と文化』中公新書、1984年。ISBN 4121007298
  - Shuji Hayashi, translated by Frank Baldwin, Culture and management in Japan, Tokyo: University of Tokyo Press, 1988. ISBN 0860083942
- 『老鼠言』東京大学出版会、1986年。
- 『日本型の情報社会』東京大学出版会、1987年。ISBN 4130430327
- 『基礎課程統計および統計学』東京大学出版会、1988年。ISBN 4130420623
- 『比較旅行学――理論と実際』中公新書、1989年。ISBN 412100910X
- 『現代の商学』有斐閣、1999年。ISBN 4641160783
- 『研究者という職業』東京図書、2004年。ISBN 4489006853
- 『知恵を磨く方法――時代をリードし続けた研究者の思考の技術』ダイヤモンド社、2017年。ISBN 4478101256

### 共著
- 林周二ほか著『乱売とこれからの経営』日本能率協会、1960年。
- 林周二ほか著『高校家庭経営・住居』実教出版、1983年。
- 林周二ほか著『明日の開拓者たちへ』流通科学大学出版、1999年。ISBN 4947746319

### 編纂
- 林周二・中西睦編『現代の物的流通』日本経済新聞社、1968年。
- 林周二・田島義博編『流通システム』日本経済新聞社、1970年。
- 林周二・井上赳夫・中山正和編『昭和50年代のための新製品の発想』日科技連出版社、1973年。
- 林周二・中西睦編『現代の物的流通』第2版、日本経済新聞社、1976年。
- 林周二・田島義博編『流通システム』第2版、日本経済新聞社、1976年。
- 中村隆英・林周二編『統計学のすすめ』筑摩書房、1979年。
- 林周二・中村隆英編『日本経済と経済統計』東京大学出版会、1986年。ISBN 413041044X

### 翻訳
- S・S・ウィルクス『初等統計解析』東京大学出版会、1952年。
- W・M・フォックス『経営者のためのマーケット・リサーチ』東洋経済新報社、1954年。
- S・S・ウィルクス『初等統計解析』新版、東京大学出版会、1955年。ISBN 4130420550
- V・パッカード『かくれた説得者』ダイヤモンド社、1958年。
- S・S・ウィルクス『初等統計解析』東京大学出版会、1981年。

### 寄稿
- 林周二稿「一般統計に関する基礎知識」日本経営者団体連盟事務局編『賃金統計実務講座』労働法令協会、1954年。
- 林周二著「市場、非市場、反市場」『流通科学と市場の対話――白石善章教授退任記念論文集』中内学園流通科学大学、2004年。

## 関連人物
- 小川孔輔
- 奥田務
- 田島義博